# Benson & Hedges Centennial Open 1986
L'Heineken Open 1986  è stato un torneo di tennis giocato sul cemento. È stata la 30ª edizione dell'Heineken Open, che faceva parte del Nabisco Grand Prix 1986. 
Si è giocato all'ASB Tennis Centre di Auckland in Nuova Zelanda, dal 6 al 12 gennaio 1986.

## Campioni

### Singolare
Mark Woodforde ha battuto in finale  Bud Schultz con il punteggio di 6–4, 6–3, 3–6, 6–4

### Doppio
Broderick Dyke /  Wally Masur hanno battuto in finale  Karl Richter /  Rick Rudeen con il punteggio di 6–3, 6–4